# Río Los Amigos
Der Río Los Amigos ist ein etwa 365 km langer linker Nebenfluss des Río Madre de Dios in der Region Madre de Dios in Südost-Peru. Los Amigos kommt aus dem Spanischen und bedeutet „die Freunde“.

## Flusslauf
Der Río Los Amigos entspringt in einem Höhenrücken im Amazonasbecken auf einer Höhe von etwa 540 m. Er fließt in überwiegend ostsüdöstlicher Richtung und weist dabei ein stark mäandrierendes Verhalten auf. Bei Flusskilometer 50 trifft der Río El Amiguillo, der bedeutendste Nebenfluss, von rechts auf den Río Los Amigos. Dieser mündet schließlich auf einer Höhe von etwa 225 m 95 km westlich der Regionshauptstadt Puerto Maldonado in den nach Osten strömenden Río Madre de Dios. Der Río Los Amigos bildet die Grenze zwischen den Provinzen Tambopata (im Norden) und Manu (im Süden).

## Einzugsgebiet
Der Río Los Amigos entwässert ein Areal von etwa 4300 km². Das Einzugsgebiet erstreckt sich über ein unbewohntes Gebiet im Amazonastiefland. Es grenzt im Süden an das des oberstrom gelegenen Rìo Madre de Dios und an das dessen linken Quellflusses, Río Manú, sowie im Norden und im Nordosten an das Einzugsgebiet des Río Las Piedras.

## Ökologie
Das Quellgebiet des Río Los Amigos liegt im Nationalpark Alto Purús. Im Anschluss durchquert der Fluss die Reserva Territorial Madre de Dios sowie im Unterlauf das Schutzgebiet Concesión para Conservación Río Los Amigos.